# كأس العالم تحت 17 سنة لكرة القدم 2015
كأس العالم للناشئين لكرة القدم 2013 كانت البطولة السادسة عشر من كأس العالم تحت 17 سنة. سوف تعقد في تشيلي.

## عروض أخرى
- روسيا
- تونس
- ويلز

## التشكيلات
والفريق صاحب التشكيلة يتكون فريقه المكونة من 21 لاعبا(ثلاثة منهم يجب أن يكونوا لحراسة المرمى) بحلول الموعد النهائي للفيفا. وأعلن عن التشكيلات في 8 أكتوبر 2015.
يجب أن يكون جميع اللاعبين من فريقه التمثيلي قد ولدوا في أو بعد 1 يناير 1998.

## مرحلة المجموعات
تقدم الفائزون والوصيفون من كل مجموعة وأفضل أربعة فرق صاحبة المركز الثالث إلى دور الـ16. ويحدد ترتيب الفرق في كل مجموعة على النحو التالي:

### المجموعة أ
| م | الفريق           | لعب | ف | ت | خ | أ.له | أ.ع | أ.ف | نقاط | نتيجة مرحلة المجموعات       |
| - | ---------------- | --- | - | - | - | ---- | --- | --- | ---- | --------------------------- |
| 1 | نيجيريا (C)      | 3   | 2 | 0 | 1 | 8    | 3   | +5  | 6    | تقدم إلى مرحلة خروج المغلوب |
| 2 | كرواتيا          | 3   | 1 | 2 | 0 | 5    | 4   | +1  | 5    | تقدم إلى مرحلة خروج المغلوب |
| 3 | تشيلي (H)        | 3   | 1 | 1 | 1 | 6    | 7   | −1  | 4    | تقدم إلى مرحلة خروج المغلوب |
| 4 | الولايات المتحدة | 3   | 0 | 1 | 2 | 3    | 8   | −5  | 1    |                             |

| نيجيريا                                 | 2–0   | الولايات المتحدة |
| --------------------------------------- | ----- | ---------------- |
| تشوكوودي أغور 50' · فيكتور أوسيمهين 61' | تقرير |                  |

| تشيلي         | 1–1   | كرواتيا        |
| ------------- | ----- | -------------- |
| يركو ليفا 33' | تقرير | نيكولا مورو 8' |

| الولايات المتحدة                           | 2–2   | كرواتيا                                |
| ------------------------------------------ | ----- | -------------------------------------- |
| كريستيان بوليسيتش 20' · براندون فاسكيز 40' | تقرير | كارلو ماييتش 65' · لوكا إيفانوشيتس 77' |

| تشيلي              | 1–5   | نيجيريا                                                                                  |
| ------------------ | ----- | ---------------------------------------------------------------------------------------- |
| مارسيلو أليندي 81' | تقرير | سامويل تشوكويزي 1'، 61' · كيليتشي نواكالي 17' (ركلة.) · فيكتور أوسيمهين 66' (ركلة.)، 86' |

| الولايات المتحدة   | 1–4   | تشيلي                                                                                 |
| ------------------ | ----- | ------------------------------------------------------------------------------------- |
| براندون فاسكيز 10' | تقرير | مارسيلو أليندي 20' · غابرييل مازويلا 52' · غونزالو أندريس خارا 86' · كاميلو مويا 90+3 |

| كرواتيا                              | 2–1   | نيجيريا             |
| ------------------------------------ | ----- | ------------------- |
| يوسيب بريكالو 50' · كارلو ماييتش 54' | تقرير | فيكتور أوسيمهين 20' |

### المجموعة ب
| م | الفريق         | لعب | ف | ت | خ | أ.له | أ.ع | أ.ف | نقاط | نتيجة مرحلة المجموعات       |
| - | -------------- | --- | - | - | - | ---- | --- | --- | ---- | --------------------------- |
| 1 | كوريا الجنوبية | 3   | 2 | 1 | 0 | 2    | 0   | +2  | 7    | تقدم إلى مرحلة خروج المغلوب |
| 2 | البرازيل       | 3   | 2 | 0 | 1 | 4    | 2   | +2  | 6    | تقدم إلى مرحلة خروج المغلوب |
| 3 | إنجلترا        | 3   | 0 | 2 | 1 | 1    | 2   | −1  | 2    |                             |
| 4 | غينيا          | 3   | 0 | 1 | 2 | 2    | 5   | −3  | 1    |                             |

| إنجلترا          | 1–1   | غينيا            |
| ---------------- | ----- | ---------------- |
| كايلين هيندس 61' | تقرير | نابي بانغورا 76' |

| البرازيل | 0–1   | كوريا الجنوبية   |
| -------- | ----- | ---------------- |
|          | تقرير | جانغ جاي-وون 79' |

| إنجلترا | 0–1   | البرازيل    |
| ------- | ----- | ----------- |
|         | تقرير | لياندرو 67' |

| كوريا الجنوبية   | 1–0   | غينيا |
| ---------------- | ----- | ----- |
| أوه-سي هون 90+2' | تقرير |       |

| غينيا           | 1–3   | البرازيل                                      |
| --------------- | ----- | --------------------------------------------- |
| مورلاي سيلا 83' | تقرير | لينكولن 15' (ركلة.) · لياندرو 33' · أرتور 67' |

| كوريا الجنوبية | 0–0   | إنجلترا |
| -------------- | ----- | ------- |
|                | تقرير |         |

### المجموعة ج
| م | الفريق    | لعب | ف | ت | خ | أ.له | أ.ع | أ.ف | نقاط | نتيجة مرحلة المجموعات       |
| - | --------- | --- | - | - | - | ---- | --- | --- | ---- | --------------------------- |
| 1 | المكسيك   | 3   | 2 | 1 | 0 | 4    | 1   | +3  | 7    | تقدم إلى مرحلة خروج المغلوب |
| 2 | ألمانيا   | 3   | 2 | 0 | 1 | 9    | 3   | +6  | 6    | تقدم إلى مرحلة خروج المغلوب |
| 3 | أستراليا  | 3   | 1 | 1 | 1 | 3    | 5   | −2  | 4    | تقدم إلى مرحلة خروج المغلوب |
| 4 | الأرجنتين | 3   | 0 | 0 | 3 | 1    | 8   | −7  | 0    |                             |

| أستراليا        | 1–4   | ألمانيا                                                         |
| --------------- | ----- | --------------------------------------------------------------- |
| بيرس وارينغ 54' | تقرير | فيليكس باسلاك 14' · يوهانس إغيستاين 25'، 39' · فيتالي يانلت 65' |

| المكسيك                                                  | 2–0   | الأرجنتين |
| -------------------------------------------------------- | ----- | --------- |
| كيفين ماغانا 10' · فرانسيسكو إدواردو فينيغاس 77' (ركلة.) | تقرير |           |

| أستراليا | 0–0   | المكسيك |
| -------- | ----- | ------- |
|          | تقرير |         |

| الأرجنتين | 0–4   | ألمانيا                                                                               |
| --------- | ----- | ------------------------------------------------------------------------------------- |
|           | تقرير | فيتالي يانلت 5' · يوهانس إغيستاين 32' · فيليكس باسلاك 45+2' (ركلة.) · نيكلاس شميت 67' |

| الأرجنتين                  | 1–2   | أستراليا                |
| -------------------------- | ----- | ----------------------- |
| توماس كونيتشني 67' (ركلة.) | تقرير | نيكولاس بانيتا 25'، 52' |

| ألمانيا             | 1–2   | المكسيك                                         |
| ------------------- | ----- | ----------------------------------------------- |
| يوهانس إغيستاين 68' | تقرير | بابلو لوبيز 59' · فرانسيسكو إدواردو فينيغاس 65' |

### المجموعة د
| م | الفريق    | لعب | ف | ت | خ | أ.له | أ.ع | أ.ف | نقاط | نتيجة مرحلة المجموعات       |
| - | --------- | --- | - | - | - | ---- | --- | --- | ---- | --------------------------- |
| 1 | مالي      | 3   | 2 | 1 | 0 | 5    | 1   | +4  | 7    | تقدم إلى مرحلة خروج المغلوب |
| 2 | الإكوادور | 3   | 2 | 0 | 1 | 6    | 3   | +3  | 6    | تقدم إلى مرحلة خروج المغلوب |
| 3 | بلجيكا    | 3   | 1 | 1 | 1 | 2    | 3   | −1  | 4    | تقدم إلى مرحلة خروج المغلوب |
| 4 | هندوراس   | 3   | 0 | 0 | 3 | 2    | 8   | −6  | 0    |                             |

| بلجيكا | 0–0   | مالي |
| ------ | ----- | ---- |
|        | تقرير |      |

| هندوراس          | 1–3   | الإكوادور                                                         |
| ---------------- | ----- | ----------------------------------------------------------------- |
| فوسلين غرانت 83' | تقرير | ييسون غيريرو 7' · بيرفيس إستوبينيان 19' (ركلة.) · خوان كورتيز 76' |

| بلجيكا                            | 2–1   | هندوراس        |
| --------------------------------- | ----- | -------------- |
| يورن فانكامب 21' · دانتي ريغو 78' | تقرير | جافيث ليفا 49' |

| الإكوادور                     | 1–2   | مالي                           |
| ----------------------------- | ----- | ------------------------------ |
| بيرفيس إستوبينيان 70' (ركلة.) | تقرير | بوبكر تراوري 9' · ألي مالي 61' |

| مالي                                                 | 3–0   | هندوراس |
| ---------------------------------------------------- | ----- | ------- |
| أمادو حيدرة 7' · عبد الكريم دانتي 34' · ألي مالي 56' | تقرير |         |

| الإكوادور                            | 2–0   | بلجيكا |
| ------------------------------------ | ----- | ------ |
| واشنطن كوروزو 40' · ييسون غيريرو 73' | تقرير |        |

### المجموعة ر
| م | الفريق         | لعب | ف | ت | خ | أ.له | أ.ع | أ.ف | نقاط | نتيجة مرحلة المجموعات       |
| - | -------------- | --- | - | - | - | ---- | --- | --- | ---- | --------------------------- |
| 1 | روسيا          | 3   | 2 | 1 | 0 | 5    | 1   | +4  | 7    | تقدم إلى مرحلة خروج المغلوب |
| 2 | كوستاريكا      | 3   | 1 | 1 | 1 | 4    | 4   | 0   | 4    | تقدم إلى مرحلة خروج المغلوب |
| 3 | كوريا الشمالية | 3   | 1 | 1 | 1 | 3    | 4   | −1  | 4    | تقدم إلى مرحلة خروج المغلوب |
| 4 | جنوب إفريقيا   | 3   | 0 | 1 | 2 | 2    | 5   | −3  | 1    |                             |

| جنوب إفريقيا    | 1–2   | كوستاريكا                              |
| --------------- | ----- | -------------------------------------- |
| خانيسا مايو 90' | تقرير | كيفين ماسيس 7' · آندي رييس 63' (ركلة.) |

| كوريا الشمالية | 0–2   | روسيا                                |
| -------------- | ----- | ------------------------------------ |
|                | تقرير | إيفان غالانين 3' · فيودور تشالوف 52' |

| جنوب إفريقيا               | 1–1   | كوريا الشمالية          |
| -------------------------- | ----- | ----------------------- |
| تيندو موكوميلا 10' (ركلة.) | تقرير | كيم وي-سونغ 17' (ركلة.) |

| روسيا             | 1–1   | كوستاريكا                  |
| ----------------- | ----- | -------------------------- |
| فيودور تشالوف 82' | تقرير | سيرخيو راميريز مونتيرو 71' |

| روسيا                            | 2–0   | جنوب إفريقيا |
| -------------------------------- | ----- | ------------ |
| غيورغي ماخاتادزه 5' (ركلة.)، 89' | تقرير |              |

| كوستاريكا       | 1–2   | كوريا الشمالية                           |
| --------------- | ----- | ---------------------------------------- |
| دييغو ميسين 84' | تقرير | باك يونغ-غوان 14' · جونغ تشانغ-بوم 90+3' |

### المجموعة س
| م | الفريق    | لعب | ف | ت | خ | أ.له | أ.ع | أ.ف | نقاط | نتيجة مرحلة المجموعات       |
| - | --------- | --- | - | - | - | ---- | --- | --- | ---- | --------------------------- |
| 1 | فرنسا     | 3   | 3 | 0 | 0 | 14   | 4   | +10 | 9    | تقدم إلى مرحلة خروج المغلوب |
| 2 | نيوزيلندا | 3   | 1 | 1 | 1 | 3    | 7   | −4  | 4    | تقدم إلى مرحلة خروج المغلوب |
| 3 | باراغواي  | 3   | 1 | 0 | 2 | 8    | 7   | +1  | 3    |                             |
| 4 | سوريا     | 3   | 0 | 1 | 2 | 1    | 8   | −7  | 1    |                             |

| نيوزيلندا        | 1–6   | فرنسا |
| ---------------- | ----- | --- |
| جيمس ماكغاري 76' | تقرير | جيمس ماكغاري 15' (ه.ذ.) · بلال بوطوبة 32' · فايتو ماواسا 34' · مامادو دوكوري 42' · أليك جورجين 45' · أودسون إدوار 90+2' |

| سوريا          | 1–4   | باراغواي                                                                     |
| -------------- | ----- | ---------------------------------------------------------------------------- |
| أنس العاجي 62' | تقرير | خورخي موريل 30' · خوليو فيلالبا 34' · دافيد كولمان 65' · سباستيان فيريرا 90' |

| نيوزيلندا | 0–0   | سوريا |
| --------- | ----- | ----- |
|           | تقرير |       |

| باراغواي                                                             | 3–4   | فرنسا                                                            |
| -------------------------------------------------------------------- | ----- | ---------------------------------------------------------------- |
| أرتورو أراندا 45' (ركلة.) · خوليو فيلالبا 57' · كريستيان باريديس 62' | تقرير | بلال بوطوبة 3' · جوناتان إيكونيه 22'، 71' · دايوت أوباميكانو 59' |

| فرنسا                                                               | 4–0   | سوريا |
| ------------------------------------------------------------------- | ----- | ----- |
| نيكولا جانفيير 22'، 46' · أودسون إدوار 32' · أليكسيس كلود موريس 66' | تقرير |       |

| باراغواي               | 1–2   | نيوزيلندا                           |
| ---------------------- | ----- | ----------------------------------- |
| مارسيلينيو ناماندو 43' | تقرير | هنتر آشوورث 11' · لوكاس إيمري 90+1' |

### ترتيب الفرق صاحبة المركز الثالث
The four best ranked third-placed teams also advance to the round of 16. They are paired with the winners of groups A, B, C and D, according to a table published in Section 18 of the tournament regulations.
| م | مج | الفريق         | لعب | ف | ت | خ | أ.له | أ.ع | أ.ف | نقاط | نتيجة مرحلة المجموعات       |
| - | -- | -------------- | --- | - | - | - | ---- | --- | --- | ---- | --------------------------- |
| 1 | A  | تشيلي          | 3   | 1 | 1 | 1 | 6    | 7   | −1  | 4    | تقدم إلى مرحلة خروج المغلوب |
| 2 | E  | كوريا الشمالية | 3   | 1 | 1 | 1 | 3    | 4   | −1  | 4    | تقدم إلى مرحلة خروج المغلوب |
| 3 | D  | بلجيكا         | 3   | 1 | 1 | 1 | 2    | 3   | −1  | 4    | تقدم إلى مرحلة خروج المغلوب |
| 4 | C  | أستراليا       | 3   | 1 | 1 | 1 | 3    | 5   | −2  | 4    | تقدم إلى مرحلة خروج المغلوب |
| 5 | F  | باراغواي       | 3   | 1 | 0 | 2 | 8    | 7   | +1  | 3    |                             |
| 6 | B  | إنجلترا        | 3   | 0 | 2 | 1 | 1    | 2   | −1  | 2    |                             |

## مرحل خروج المغلوب
في مراحل خروج المغلوب، إذا كانت المباراة متكافئة في نهاية وقت اللعب العادي، يتم تحديد المباراة بواسطة الترجيح (لا وقت إضافي يتم لعبها).

### القوس
|  | دور الستة عشر             | دور الستة عشر            |                          |       | ربع النهائي | ربع النهائي |                          |                          | نصف النهائي | نصف النهائي |  |  | النهائي | النهائي |
|  |                           |                          |                          |       |             |             |                          |                          |             |             |  |  |         |         |
|  | 29 أكتوبر — كونثبثيون     |                          |                          |       |             |             |                          |                          |             |             |  |  |         |         |
|  |                           |                          |                          |       |             |             |                          |                          |             |             |  |  |         |         |
|  | كرواتيا                   | 2                        |                          |       |             |             |                          |                          |             |             |  |  |         |         |
|  | كرواتيا                   | 2                        | 1 نوفمبر — تشيلان        |       |             |             |                          |                          |             |             |  |  |         |         |
|  | ألمانيا                   | 0                        |                          |       |             |             |                          |                          |             |             |  |  |         |         |
|  | ألمانيا                   | 0                        | كرواتيا                  | 0     |             |             |                          |                          |             |             |  |  |         |         |
|  | 29 أكتوبر — تالكا         |                          | كرواتيا                  | 0     |             |             |                          |                          |             |             |  |  |         |         |
|  |                           | مالي                     | 1                        |       |             |             |                          |                          |             |             |  |  |         |         |
|  | مالي                      | مالي                     | 1                        | 3     |             |             |                          |                          |             |             |  |  |         |         |
|  | مالي                      |                          | 5 نوفمبر — لا سيرينا     | 3     |             |             |                          |                          |             |             |  |  |         |         |
|  | كوريا الشمالية            | 0                        |                          |       |             |             |                          |                          |             |             |  |  |         |         |
|  | كوريا الشمالية            | 0                        | مالي                     | 3     |             |             |                          |                          |             |             |  |  |         |         |
|  | 28 أكتوبر — لا سيرينا     |                          | مالي                     | 3     |             |             |                          |                          |             |             |  |  |         |         |
|  |                           | بلجيكا                   | 1                        |       |             |             |                          |                          |             |             |  |  |         |         |
|  | كوريا الجنوبية            | بلجيكا                   | 1                        | 0     |             |             |                          |                          |             |             |  |  |         |         |
|  | كوريا الجنوبية            | 2 نوفمبر — كونثبثيون     |                          | 0     |             |             |                          |                          |             |             |  |  |         |         |
|  | بلجيكا                    | 2                        |                          |       |             |             |                          |                          |             |             |  |  |         |         |
|  | بلجيكا                    | 2                        | بلجيكا                   | 1     |             |             |                          |                          |             |             |  |  |         |         |
|  | 29 أكتوبر — بويرتو مونت   |                          | بلجيكا                   | 1     |             |             |                          |                          |             |             |  |  |         |         |
|  |                           | كوستاريكا                | 0                        |       |             |             |                          |                          |             |             |  |  |         |         |
|  | فرنسا                     | كوستاريكا                | 0                        | 0 (3) |             |             |                          |                          |             |             |  |  |         |         |
|  | فرنسا                     |                          | 8 نوفمبر — فينيا ديل مار | 0 (3) |             |             |                          |                          |             |             |  |  |         |         |
|  | كوستاريكا (ر.ج.ت.)        | 0 (5)                    |                          |       |             |             |                          |                          |             |             |  |  |         |         |
|  | كوستاريكا (ر.ج.ت.)        | 0 (5)                    | مالي                     | 0     |             |             |                          |                          |             |             |  |  |         |         |
|  | 29 أكتوبر — كونثبثيون     |                          | مالي                     | 0     |             |             |                          |                          |             |             |  |  |         |         |
|  |                           | نيجيريا                  | 2                        |       |             |             |                          |                          |             |             |  |  |         |         |
|  | روسيا                     | نيجيريا                  | 2                        | 1     |             |             |                          |                          |             |             |  |  |         |         |
|  | روسيا                     | 2 نوفمبر — كوكيمبو       |                          | 1     |             |             |                          |                          |             |             |  |  |         |         |
|  | الإكوادور                 | 4                        |                          |       |             |             |                          |                          |             |             |  |  |         |         |
|  | الإكوادور                 | 4                        | الإكوادور                | 0     |             |             |                          |                          |             |             |  |  |         |         |
|  | 28 أكتوبر — تشيلان        |                          | الإكوادور                | 0     |             |             |                          |                          |             |             |  |  |         |         |
|  |                           | المكسيك                  | 2                        |       |             |             |                          |                          |             |             |  |  |         |         |
|  | المكسيك                   | المكسيك                  | 2                        | 4     |             |             |                          |                          |             |             |  |  |         |         |
|  | المكسيك                   |                          | 5 نوفمبر — كونثبثيون     | 4     |             |             |                          |                          |             |             |  |  |         |         |
|  | تشيلي                     | 1                        |                          |       |             |             |                          |                          |             |             |  |  |         |         |
|  | تشيلي                     | 1                        | المكسيك                  | 2     |             |             |                          |                          |             |             |  |  |         |         |
|  | 28 أكتوبر — فينيا ديل مار |                          | المكسيك                  | 2     |             |             |                          |                          |             |             |  |  |         |         |
|  |                           | نيجيريا                  | 4                        |       | النهائي     | النهائي     |                          |                          |             |             |  |  |         |         |
|  | البرازيل                  | نيجيريا                  | 4                        | 1     | النهائي     | النهائي     |                          |                          |             |             |  |  |         |         |
|  | البرازيل                  | 1 نوفمبر — فينيا ديل مار | 1 نوفمبر — فينيا ديل مار | 1     |             |             | 8 نوفمبر — فينيا ديل مار | 8 نوفمبر — فينيا ديل مار |             |             |  |  |         |         |
|  | نيوزيلندا                 | 1 نوفمبر — فينيا ديل مار | 1 نوفمبر — فينيا ديل مار | 0     |             |             | 8 نوفمبر — فينيا ديل مار | 8 نوفمبر — فينيا ديل مار |             |             |  |  |         |         |
|  | نيوزيلندا                 | البرازيل                 | 0                        | 0     | بلجيكا      | 3           |                          |                          |             |             |  |  |         |         |
|  | 28 أكتوبر — فينيا ديل مار | البرازيل                 | 0                        |       | بلجيكا      | 3           |                          |                          |             |             |  |  |         |         |
|  |                           | نيجيريا                  | 3                        |       | المكسيك     | 2           |                          |                          |             |             |  |  |         |         |
|  | نيجيريا                   | نيجيريا                  | 3                        | 6     | المكسيك     | 2           |                          |                          |             |             |  |  |         |         |
|  | نيجيريا                   |                          |                          | 6     |             |             |                          |                          |             |             |  |  |         |         |
|  | أستراليا                  | 0                        |                          |       |             |             |                          |                          |             |             |  |  |         |         |
|  | أستراليا                  | 0                        |                          |       |             |             |                          |                          |             |             |  |  |         |         |

### دور الـ16
| البرازيل                  | 1–0   | نيوزيلندا |
| ------------------------- | ----- | --------- |
| لويس هنريكي 90+6' (ركلة.) | تقرير |           |

| المكسيك                                                                                     | 4–1   | تشيلي           |
| ------------------------------------------------------------------------------------------- | ----- | --------------- |
| كلاوديو زاموديو 42' · بابلو سيزار لوبيز 61' · إدواردو دانييل أغيري 69' · دييغو كورتيس 90+3' | تقرير | برايان ليفا 40' |

| نيجيريا                                                                                                  | 6–0   | أستراليا |
| --- | ----- | -------- |
| فيكتور أوسيمهين 22'، 73'، 79' · كيليتشي نواكالي 25' (ركلة.) · إيديديونغ إيسيان 86' · سامويل تشوكويزي 88' | تقرير |          |

| كوريا الجنوبية | 0–2   | بلجيكا                              |
| -------------- | ----- | ----------------------------------- |
|                | تقرير | يورن فانكامب 11' · ماتياس فيريت 67' |

| كرواتيا                              | 2–0   | ألمانيا |
| ------------------------------------ | ----- | ------- |
| نيكولا مورو 18' · دافور لوفرين 90+1' | تقرير |         |

| مالي                                  | 3–0   | كوريا الشمالية |
| ------------------------------------- | ----- | -------------- |
| أمادو حيدرة 8' · صديقي مايغا 37'، 48' | تقرير |                |

| روسيا             | 1–4   | الإكوادور                                                  |
| ----------------- | ----- | ---------------------------------------------------------- |
| فيودور تشالوف 16' | تقرير | جون بيريرا 3'، 65' · واشنطن كوروزو 17' · خوان نازارينو 78' |

| فرنسا | 0–0   | كوستاريكا |
| ----- | ----- | --------- |
|       | تقرير |           |

### ربع النهائي
| البرازيل | 0–3   | نيجيريا                                                          |
| -------- | ----- | ---------------------------------------------------------------- |
|          | تقرير | فيكتور أوسيمهين 29' · كينغسلي مايكل 30' · أودوتشوكوو أنومودو 34' |

| كرواتيا | 0–1   | مالي           |
| ------- | ----- | -------------- |
|         | تقرير | سيكو كويتا 20' |

| الإكوادور | 0–2   | المكسيك                                              |
| --------- | ----- | ---------------------------------------------------- |
|           | تقرير | كلاوديو زاموديو 41' · بريان سالازار هارو 55' (ركلة.) |

| بلجيكا         | 1–0   | كوستاريكا |
| -------------- | ----- | --------- |
| دانتي ريغو 27' | تقرير |           |

### نصف النهائي
| مالي                                                | 3–1   | بلجيكا         |
| --------------------------------------------------- | ----- | -------------- |
| بوبكر تراوري 22' · صديقي مايغا 55' · سيكو كويتا 85' | تقرير | دانتي ريغو 16' |

| المكسيك                            | 2–4   | نيجيريا                                                                                       |
| ---------------------------------- | ----- | --------------------------------------------------------------------------------------------- |
| كيفين ماغانا 7' · دييغو كورتيس 59' | تقرير | كيليتشي نواكالي 35' · أورجي أوكوونكوو 43' · كريستيان إيبيري 67' · فيكتور أوسيمهين 83' (ركلة.) |

### مباراة المركز الثالث
| بلجيكا                                             | 3–2   | المكسيك                                                   |
| -------------------------------------------------- | ----- | --------------------------------------------------------- |
| دينيس فان فايرينبيرغ 54' · دانتي فانزير 73'، 90+3' | تقرير | ريكاردو مارين 58' (ركلة.) · فرانسيسكو إدواردو فينيغاس 88' |

### النهائي
| مالي | 0–2   | نيجيريا                                 |
| ---- | ----- | --------------------------------------- |
|      | تقرير | فيكتور أوسيمهين 56' · فونشو بامغبوي 59' |

## مسجلو الأهداف
10 أهداف
- فيكتور أوسيمهين

4 أهداف
- يوهانس إغيستاين

3 أهداف
- دانتي ريغو
- صديقي مايغا
- فرانسيسكو فينيغاس
- كيليتشي نواكالي
- سامويل تشوكويزي
- فيودور تشالوف

هدفين
- نيكولاس بانيتا
- يورن فانكامب
- دانتي فانزير
- لياندرو
- مارسيلو أليندي
- كارلو ماييتش
- نيكولا مور
- واشنطن كوروزو
- بيرفيس إستوبينيان
- ييسون غيريرو
- جون بيريرا
- بلال بوطوبة
- أودسون إدوار
- جوناتان إيكونيه
- نيكولا جانفيير
- فيتالي يانلت
- فيليكس باسلاك
- أمادو حيدرة
- سيكو كويتا
- ألي مالي
- بوبكر تراوري
- بابلو لوبيز
- كلاوديوي زاموديو
- دييغو كورتيس
- كيفين ماغانا
- خوليو فيلالبا
- غيورغي ماخاتادزه
- براندون فاسكيز

هدف
- توماس كونيتشني
- بيرس وارينغ
- دينيس فان فايرنبيرغ
- ماتياس فيريت
- أرتور
- لينكولن
- لويس هنريكي
- غونزالو خارا
- برايان ليفا
- يركو ليفا
- غابرييل مازويلا
- كاميلو مويا
- كيفين ماسيس
- دييغو ميسين
- سيرخيو راميريز مونتيرو
- آندي رييس
- يوسيب بريكالو
- لوكا إيفانوشيتس
- دافور لوفرين
- خوان كورتيز
- خوان نازارينو
- كايلين هيندس
- أليكسيس كلود موريس
- مامادو دوكوري
- أليك جورجين
- فايتو ماواسا
- دايوت أوباميكانو
- نيكلاس شميت
- نابي بانغورا
- مورلاي سيلا
- فوسلين غرانت
- جافيث ليفا
- عبد الكريم دانتي
- إدواردو أغيري
- ريكاردو مارين
- بريان سالازار
- هنتر آشوورث
- لوكاس إيمري
- جيمس ماكغاري
- أودوتشوكوو أنومودو
- تشوكوودي أغور
- فونشو بامغبوي
- كريستيان إيبيري
- إيديديونغ إيسيان
- كينغسلي مايكل
- أورجي أوكوونكوو
- جونغ تشانغ-بوم
- كيم وي-سونغ
- باك يونغ-غوان
- أرتورو أراندا
- دافيد كولمان
- سباستيان فيريرا
- خورخي موريل
- مارسيلينيو ناماندو
- كريستيان باريديس
- إيفان غالانين
- جانغ جاي-وون
- أوه-سي هون
- خانيسا مايو
- تيندو موكوميلا
- أنس العاجي
- كريستيان بوليسيتش

هدف ذاتي
- جيمس ماكغاري (لعب ضد فرنسا)